# Dichaetomyia distanti
Dichaetomyia distanti este o specie de muște din genul Dichaetomyia, familia Muscidae, descrisă de Malloch în anul 1921. Conform Catalogue of Life specia Dichaetomyia distanti nu are subspecii cunoscute.